# Летящи лисици
Летящите лисици (Pteropus) са род животни, населяващи Мадагаскар, Индонезия и Азия. В рода се включват около 65 вида прилепи, предимно нощни животни. Според проучвания това са най-големите прилепи, някои от които характеризиращи се с размах на крилете от 1,5 метра, дължината на тялото им достига около 40 сантиметра.

## Особености
Летящите лисици спадат към семейство Pteropodidae, представителите на което имат развито зрение и не разчитат на ехолокация. Различават цветове и освен това се ориентират добре в тъмното.

## Видове
Към летящите лисици спадат около 65 вида, включително, но не само:
- Pteropus alecto
- Pteropus conspicillatus
- Pteropus lombocensis
- Pteropus niger
- Pteropus ornatus
- Pteropus pumilus
- Pteropus rayneri
- Pteropus rufus
- Pteropus seychellensis
- Pteropus vetulus